# 보호 난간

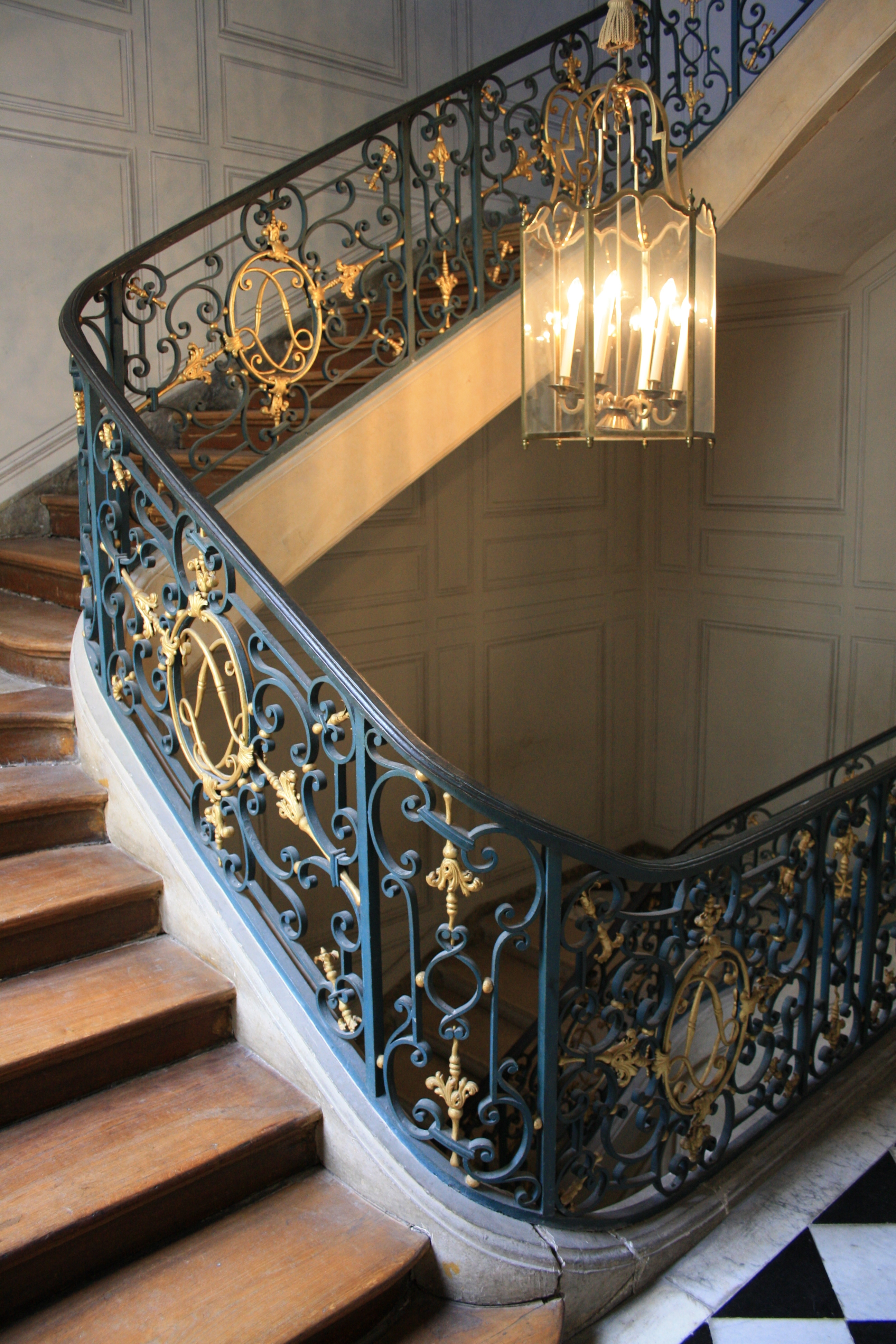

보호 난간(保護欄干) 또는 가드 레일(영어: guard rail)은 일반적으로 경계 기능을 제공하며 울타리보다 더 나은 방법으로 빛과 가시성을 허용하면서 위험하거나 출입이 금지된 지역에 대한 접근을 방지하거나 저지하는 수단이 될 수 있다. 금속 가공에서 일반적으로 사용되는 공원 및 정원 난간에는 소용돌이 모양, 잎 모양, 판금 및 특히 문 위와 옆의 모티프(motif)가 있다.
높은 보호 난간(특히 평평한 금속인 경우 방어벽 유형)은 대신 들쭉날쭉한 점이 특징일 수 있으며 대부분의 금속은 등반 방지 페인트에 매우 적합하다.
난간은 보호 난간보다 그 자체로 덜 제한적이며 지지력을 제공한다.
보호 난간은 기술적인 측면에서도 적용된다.

## 안전
보호 난간은 일반적으로 추락이나 중앙선 침범 등으로 인한 사고에서 2차 피해를 예방하고 보행자와 동물을 보호하기 위하여 설치하는 시설물이다. 도로나 교량의 가장자리에 간단하게 울타리 모양으로 만들지만, 고속도로에서 중앙선 침범으로 인한 역주행을 방지하기 위해 설치하기도 한다. 사고시에 사람은 보호 난간 밖으로 넘어가서 대피해야한다.

## 같이 보기
- 볼라드
- 난간
- 저지 장벽
- 여장 (건축)
- 스크린도어
- 트래픽 배리어
- 트래픽 콘
- 갓돌